# Gabinetto di storia naturale

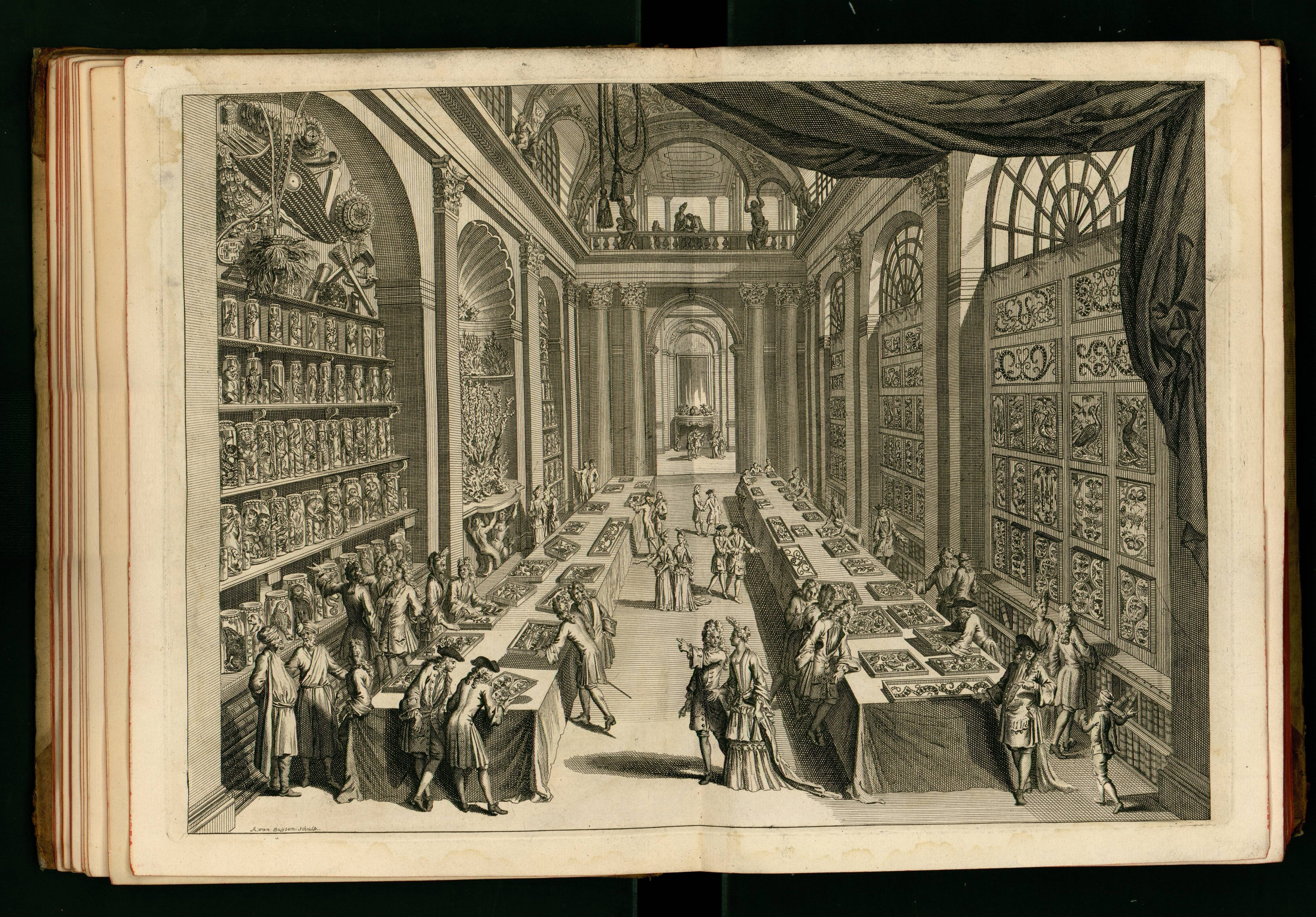
Rappresentazione del gabinetto di storia naturale dell'olandese Levinus Vincent

Un gabinetto di storia naturale è un tipo di collezione, in auge nell'Europa del diciottesimo secolo, che, secondo le parole della Oeconomische Encyclopädie, raccoglie oggetti provenienti dai tre regni della natura, i quali vengono «generalmente organizzati scientificamente al fine di studiare la storia naturale, talvolta anche per amore per le cose meravigliose, o per soddisfare il piacere dei dilettanti». Si distingue pertanto dalle Wunderkammer (lett. "camera delle meraviglie" o Wunderkabinett lett. "gabinetto delle meraviglie"), nelle quali erano raccolti quelli che erano considerati capolavori artistici e artigianali. Molti Naturalienkabinett sono incorporati nei musei di storia naturale.